# フラッシュ (DCコミックス)
フラッシュ（英: The Flash）は、DCコミックスの出版するアメリカン・コミックスに登場する架空のスーパーヒーロー、及びコミックのタイトル。胸に稲妻のマークのついた真紅のコスチュームを身にまとい、超スピードで疾走する。

## 概要
別名は4代目まで存在するので「地上最速の男たち」である。
歴代フラッシュは、
1. ジェイ・ギャリック
2. バリー・アレン
3. ウォーリー・ウェスト
4. バート・アレン

の四人である。
本項では彼らのサイドキックを務めるキッド・フラッシュについても説明する。

## 初代フラッシュ

### 人物
本名：ジェイソン・"ジェイ"・ピーター・ギャリック。本拠地はキーストーン・シティであり、1940年1月のフラッシュコミックス1号で初登場した。
大学生の時、原子の振動実験中の液体であるハード・ウォーターを浴びたことが原因で、超高速の能力を手に入れる。ピーターは幼い頃に憧れていたパルプ小説のヒーロー「ウィンドランナー」に自らをなぞらえ、クライムファイター（犯罪者退治専門のヒーロー）としての活動を始めた。亜光速で走ることが出来、老化が遅い。
ジャスティス・ソサエティ・オブ・アメリカ（JSA）の創立メンバーの一人。スピードフォースとの関連性は不明。コスチュームはギリシア神話のヘルメスをモチーフにしている。一度は引退したが、新生JSAに加入するため復帰した。
コスチューム
- 胸に黄色の稲妻の描かれた、真紅のボディシャツ
- 脇に黄色の稲妻模様の引かれた、青のタイツ
- 黄色の羽根の付いた浅いヘルメット（これは彼の父親の形見で、彼の父親が第一次世界大戦で被っていた鉄兜を改造した物）
- 黄色の羽根の付いた、真紅の短靴

### 初代フラッシュの映像作品
映画
『ザ・フラッシュ』
ノンクレジット
テレビドラマ版『スーパーマン』にゲスト出演した際のフラッシュ。
ドラマ
『THE FLASH/フラッシュ』
演 - ジョン・ウェズリー・シップ
ゲスト出演。
アニメ
『バットマン:ブレイブ&ボールド』
声 - アンディ・ミルダー、日本語吹替 - 檜山修之
ジャスティス・ソサエティー・オブ・アメリカの一員として登場。

## 2代目フラッシュ

### 人物
本名：バーソロミュー・"バリー"・ヘンリー・アレン。本拠地はセントラル・シティ。1956年10月のショーケース4号で初登場した。
警察の化学班で働いていたバリー・アレンは、実験室で雷に打たれ、その際に無数の薬品を浴びた事によって超高速で走る能力を得た。コミックで憧れていた初代フラッシュにちなんで自らフラッシュを名乗り、クライムファイターとしての活動を始める。ジャスティス・リーグ（JLA）創立メンバーの一人。
「クライシス・オン・インフィニット・アース」事件の際に、アンチモニターの計画を食い止めるため、反物質砲の内部に降り、反物質の流れを逆転させることに成功するが、全生命力を燃やしつくして死亡。彼の人知れぬ活躍により、多次元宇宙崩壊の危機は回避された。だが、「インフィニット・クライシス」事件において、バリーは命を落としたのではなくスピードフォースの存在する別次元に封じ込められていたことが判明。そして「ファイナル・クライシス」事件で別次元からの帰還を果たし、ヒーロー活動を再開する事となった。
コスチューム
- 胸に黄色の稲妻の描かれた、真紅のボディースーツ（普段は圧縮され、指輪の内部に収納されている）。
- 耳に羽根型の金属飾りの付いたマスク。口元のみ露出している。
- 耳飾りは、警察無線などの受信機になっている。

### 2代目フラッシュの映像作品
映画
『バットマン vs スーパーマン ジャスティスの誕生』
演 - エズラ・ミラー、日本語吹替 - 小林親弘
レックス・ルーサーが保管していたメタヒューマンのファイル内の映像に登場。コンビニ強盗を超人的なスピードで退治。
またブルース・ウェインに警告を伝えるために時間移動能力で未来からやってきたが、コントロールがうまくいかず失敗。
『スーサイド・スクワッド』
演 - エズラ・ミラー、日本語吹替 - 小林親弘
キャプテン・ブーメランの紹介シーンで登場。強盗殺人を行っていたキャプテン・ブーメランを投獄。
『ジャスティス・リーグ』
演 - エズラ・ミラー、日本語吹替 - 細谷佳正
セントラルシティの学生。ブルース・ウェインからスカウトを受けて、ジャスティス・リーグのメンバーに加入。
『ジャスティス・リーグ：ザック・スナイダーカット』
演 - エズラ・ミラー、日本語吹替 -  細谷佳正
上記映画のザック・スナイダー監督編集の特別版。本作のキーパーソンとなる。
『DC がんばれ!スーパーペット』
声 - ジョン・アーリー 、日本語吹替 - ランズベリー・アーサー
ジャスティス・リーグの一員として登場。のちにマートンの飼い主となる。
『ザ・フラッシュ』
演 - エズラ・ミラー、日本語吹替 - 細谷佳正
主人公。母親の死を防ぐために時間を遡ろうとするが、失敗し過去のヴィランと戦うこととなる。
ドラマ
『超音速ヒーロー ザ・フラッシュ』
演 - ジョン・ウェズリー・シップ
主人公。能力を得る場面から描かれる。
『THE FLASH/フラッシュ』
演 - グラント・ガスティン、日本語吹替 - 福山潤
主人公。『ARROW/アロー』第2シーズン第8話「来訪者」にもゲスト出演。
『ピースメイカー』
演 - エズラ・ミラー、日本語吹替 - 細谷佳正
カメオ出演。ピースメイカーの元にアクアマン、スーパーマン、ワンダーウーマンと共に現れる。
アニメ
『バットマン:ブレイブ&ボールド』
声 - アラン・テュディック、日本語吹替 - 佐藤拓也
プロフェッサー・ズームとの戦いの末に死亡したと思われていたが、未来でプロフェッサー・ズーム（リバースフラッシュ）に捕まっていた。
『ヤング・ジャスティス』
声 - ケビン・マイケル・リチャードソン/ジェームズ・アーノルド・テイラー
ジャスティス・リーグ創設メンバーとして登場。本作ではインパルスの祖父という設定。
『バットマン・アンリミテッド』
声 - チャーリー・シュラッター
『DCスーパーヒーロー・ガールズ』
声 - ジョシュ・キートン、日本語吹替 - 中村章吾 / 豊永利行
『ジャスティス・リーグ・アクション』
声 - チャーリー・シュラッター
『ジャスティス・リーグｘRWBY スーパーヒーロー&ハンターズ』
声 - 千葉翔也

## 3代目フラッシュ

### 人物
本名：ウォーレス・"ウォーリー"・ルドルフ・ウェスト。本拠地はキーストーン・シティ。キッド・フラッシュとして1960年1月の『フラッシュ』110号で初登場した。3代目フラッシュとしては、1986年3月の『クライシス・オン・インフィニット・アース』12号で登場した。
少年時代のウォーリーは、叔父のアレン（2代目フラッシュ）の研究所を訪れた際に落雷とともに化学薬品を全身に浴び、超高速の能力を手に入れた。彼はフラッシュのサイドキック、キッド・フラッシュとして活躍する一方、「ティーン・タイタンズ」を結成した。しかし、「クライシス・オン・インフィニット・アース」事件でバリー・アレンが名誉の戦死を遂げたことから、叔父のコスチュームとフラッシュの名を受け継いで、3代目フラッシュとなる。
「インフィニット・クライシス」事件の際、並行宇宙からやってきたスーパーボーイ・プライムをスピードフォースの中に封じようと限界まで力を発揮した結果、妻のリンダ・パークと双子の子供アイリーとジェイと共に別次元へと消え去ったが、後を継いだ4代目フラッシュが死亡するのと前後して再び元の世界に帰還し、ヒーローにも復帰する。
コスチューム
2代目と同じ。
キッド・フラッシュのコスチューム
- 胸に赤い稲妻が描かれた、黄色と赤のツートンカラーのボディスーツ。
- 頭髪と口元の露出したマスク。
- 耳にある金属製の羽根型飾りの色は赤[4]。

### 3代目のフラッシュの映像作品
ドラマ
『THE FLASH/フラッシュ』
演 - キーナン・ロンズデール、日本語吹替 - 村瀬歩
アニメ
『スーパーマン』
声 - チャーリー・シュラッター、日本語吹替 - 山野井仁
3代目フラッシュとしてシーズン2の第4話「世界一速い男」にゲスト出演。
『ジャスティス・リーグ』
声 - マイケル・ローゼンバウム、日本語吹替 - 千葉進歩
3代目フラッシュとしてレギュラーメンバーで登場。
『ジャスティス・リーグ・アンリミテッド』
声 - マイケル・ローゼンバウム
上記作品の続編。日本未放送。
『バットマン:ブレイブ&ボールド』
声 - ハンター・パリッシュ、日本語吹替 - 井口祐一
キッド・フラッシュとしてゲスト出演。
『ティーン・タイタンズ』
声 - マイケル・ローゼンバウム、日本語吹替 - 井上剛
キッド・フラッシュとしてゲスト出演。
『ヤング・ジャスティス』
声 - ジェイソン・スピサック、日本語吹替 - 前野智昭
キッド・フラッシュとしてレギュラー出演している。アルティミス（グリーンアローのサイドキック）の恋人になる。

## 4代目フラッシュ

### 人物
本名：バーソロミュー・"バート"・アレン2世。本拠地はキーストーン・シティ。初登場は1994年6月のフラッシュVol.2 #91。
バリー・アレン（2代目フラッシュ）の実の孫。スピードフォースの制御法を学ぶため未来からやってきた（未来では力をコントロールできず、少年程度の年齢まで一気に成長してしまっていた）。当初はインパルスを名乗り、後に2代目キッド・フラッシュとなった。
「インフィニット・クライシス」事件の際、スーパーボーイ・プライムを連れてスピードフォースへ突入したのち別の時間軸を過ごし、元の世界に戻った時は青年にまで成長していた。その際能力を失うが、1年後に能力を取り戻して4代目フラッシュとなる。しかしのちに、フラッシュの宿敵が集まったチーム「ローグズ」との戦いで再度能力を奪われることとなり、そのまま命を落とす。

### 4代目フラッシュの映像作品
ドラマ
『ヤング・スーパーマン』
演 - カイル・ガルナー
シーズン4第5話「世界一速い男」(原題：RUN)にバートが登場。シーズン6第11話「正義の同盟」(原題：JUSTICE)ではインパルスと名乗っている。
アニメ
『ヤング・ジャスティス』
声 - ジェイソン・マースデン、日本語吹替 - 鈴木晴久
インパルスとして登場。本作ではバリーの孫という設定。

## サイドキック
初代キッド・フラッシュ
本名：ウォーリー・ウェスト。
2代目キッド・フラッシュ
本名：バート・アレン2世。
3代目キッド・フラッシュ
本名：アイリス・ウェスト2世。(Iris West Ⅱ)
初出は1996年の『キングダム・カム』。3代目フラッシュであるウォーリーの娘。

## 能力
フラッシュのように超高速移動を能力とするヒーローたちは「スピードスター」と呼ばれる。DCコミックスにおけるスピードスターたちの高速移動は、単純な身体能力ではないとされている。DCコミックスのスピードスターたちはスピードフォースにアクセスすることで、無尽蔵な運動エネルギーを引き出して高速移動を行っている(マーベル・コミックのスピードスターの場合は、彼らの純粋な身体能力である。例：『X-メン』のクイックシルバー、『エターナルズ』のマッカリなど)。
この原理を発見したのは、3代目フラッシュだった。このリンクを強化することで彼は光速で走れるようになり、歴代フラッシュの中で最速となっている。

### スピードフォース
「アース1」などのDCユニバースに隣接する次元。意志を持った運動エネルギー（純粋な運動エネルギー）が住む世界。

### 主な能力
スピードフォースから運動エネルギーを引き出すことにより、彼らはさまざまな能力を行使する。
超高速での移動
通常の最高速度は亜光速だが、さまざまな補助機器を使用すれば超光速も可能である。
物質通過
身体の原子を高速振動させて、物体の原子間をすり抜ける。
透明化
自分の肉体を構成する原子を高速で振動させ、その原子間の隙に光を透過させることで他者から透明になる。
地震を起こす
振動を地面に伝わらせて、非常に局地的な地震を起こす。
風を起こす
その場で回転運動することで竜巻を生み出す。
熱を起こす
身体の分子を高速振動させて摩擦熱を発する（捕らえられた際、敵から逃げるのに有効）。
運動エネルギーの付与
スピードフォースから引き出したエネルギーを自分で使わずに、接触した他の物体に与える。フラッシュが他人を抱きかかえて走る時に、その人物が大気の断熱圧縮で焼け死なないのはこのためと思われる。
時間移動
コズミック・トレッドミルという特殊な装置を用いることで、運動エネルギーを時空エネルギーに変換し、過去や未来に移動する。
高速思考
スピードフォースを脳に使うことにより、思考を高速にし、判断能力などを早くすることができる。

### スピードスター一覧
その他の主なスピードスターは、以下の通り。
- 2代目フラッシュ
- 3代目フラッシュ
- 4代目フラッシュ（＝インパルス）
- ジョニー・クイック
- ジェシー・クイック
- マックス・マーキュリー
- キャプテン・ブーメラン

## 書誌情報

### 漫画
Flash Comics
1940年～1949年。全104号。初代フラッシュのデビュー作。
All-Flash
1941年～1948年。全34号。
The Flash (comic book)
（vol. 1）1959年～1985年。全246号。
（vol. 2）1987年～2009年。全247号。
（vol. 3）2010年～2011年。全12号。
（vol. 4）2011年～2016年。全56号。
（vol. 5）2016年～現在。

#### コミック
The Flash: Rebirth
2009年～2010年。全6号。
Flash of Two Worlds! (2つの世界のフラッシュ)
『ザ・フラッシュ』第123号（1961年9月）掲載。
Flashpoint (フラッシュポイント (エルスワールド))
1999年に出版されたミニシリーズ。

### 翻訳
- フラッシュポイント (ISBN 978-4863323841)
  - ヴィレッジブックス刊[6]、2012年5月19日発売。
- フラッシュ：新たなる挑戦（THE NEW 52!）(ISBN 978-4796875394)
  - 小学館集英社プロダクション刊[7]、2015年03月06日発売。
- フラッシュ：ローグズの逆襲（THE NEW 52!）(ISBN 978-4796875844)
  - 小学館集英社プロダクション刊[8]、2016年03月16日発売。
- フラッシュ：グロッドの脅威（THE NEW 52!）(ISBN 978-4796876209)
  - 小学館集英社プロダクション刊[9]、2016年11月23日発売。
- フラッシュ：邪悪なる閃光（THE NEW 52!）(ISBN 978-4796876643)
  - 小学館集英社プロダクション刊[10]、2017年11月22日発売。
- フラッシュ：ライトニング・ストライクス・トゥワイス (ISBN 978-4796877176)
  - 小学館集英社プロダクション刊[11]、2018年1月24日発売。
- バットマン/フラッシュ：ザ・ボタン (ISBN 978-4796877411)
  - 小学館集英社プロダクション刊[12]、2018年9月20日発売。
- フラッシュ：イヤーワン (ISBN 978-4796873055)
  - 小学館集英社プロダクション刊、2023年5月25日発売。

## スピンオフ
タイニー・タイタンズ
DCコミックスのサイドキック達が小学生となった日常を描いた作品。コミカルな絵柄と作風が特徴。キッド・フラッシュが登場している。
DCスーパーペッツ
フラッシュがワットジット（Whatzit）の飼い主となっている。

## 主演映像作品

### 超音速ヒーロー ザ・フラッシュ
原題は『THE FLASH』。1990年から1991年にかけてCBSで放送されたテレビドラマ。主人公はジョン・ウェズリー・シップ（吹替は山寺宏一）演じるバリー・アレン。
- 監督 - ブルース・ビルソン
- 脚本 - ゲイル・モーガン・ヒックマン
- 原案 - ゲイル・モーガン・ヒックマン、デニス ・スキナー
- 撮影 - グレッグ・ガーディナー
- 制作 - ワーナー・ブラザース

| 放送回 | タイトル               | 本国放送回 | 原題                       |
| ------ | ---------------------- | ---------- | -------------------------- |
| 1      | SF超人の誕生           | #001       | pilot (1)                  |
| 2      | SF超人の活躍           | #002       | pilot (2)                  |
| 3      | トリックは無用         | #005       | Honor Among Thieves        |
| 4      | 人体実験の果てに       | #003       | Out of Control             |
| 5      | 脱獄犯の復讐           | #007       | Sins of the Father         |
| 6      | 操られたフラッシュ     | #006       | Double Vision              |
| 7      | テリー少年の挑戦       | #008       | Child's Play               |
| 8      | 警部・危機一髪!        | #009       | Shroud of Death            |
| 9      | コンピューターゴースト | #010       | Ghost in the Machine       |
| 10     | 透明人間の怪奇         | #011       | Sight Unseen               |
| 11     | 女強盗団               | #014       | Tina, Is That You?         |
| 12     | 処刑0秒前              | #012       | Beat the Clock             |
| 13     | 赤ちゃん騒動           | #015       | Be My Baby                 |
| 14     | 恐怖のタイムスリップ   | #016       | Fast Forward               |
| 15     | ふたりのバリー         | #019       | Twin Streaks               |
| 16     | 濡れ衣                 | #017       | Deadly Nightshade          |
| 17     | 暗黒街の殺し屋         | #018       | Captain Cold               |
| 18     | 裏切られた再会         | #020       | Done With Mirrors          |
| 19     | 眠りの街               | #021       | Good Night, Central City   |
| 20     | サイボーグ・アルファ   | #022       | Alpha                      |
| 未放送 | -                      | #004       | Watching the Detectives    |
| 未放送 | -                      | #013       | The Trickster              |
| 未放送 | -                      | #023       | The Trial of the Trickster |

#### ビデオムービー版
『最新・最強・最速のヒーロー / ザ・フラッシュ』（THE FLASH）［1990年］
監督 - ロバート・イスコブ
出演 - ジョン・ウェズリー・シップ、アマンダ・ペイズ
『ザ・フラッシュ2』（THE FLASH II Revenge of the Trickster）［1991年］
監督 - ダニー・ビルソン
出演 - ジョン・ウェズリー・シップ、アマンダ・ペイズ、マーク・ハミル、ディック・ミラー
『ザ・フラッシュ3』（THE FLASH III Deadly Nightshade）［1992年］
監督 - ブルース・ビルソン
出演 - ジョン・ウェズリー・シップ、アマンダ・ペイズ

### THE FLASH/フラッシュ
2014年にThe CWで放送開始したテレビドラマ。主人公はグラント・ガスティン演じるバリー・アレン。全9シーズン・133話。

### ザ・フラッシュ（映画）
2023年公開の実写映画。主人公はエズラ・ミラー演じるバリー・アレン。

## ゲーム
- The Flash
- Justice League Heroes: The Flash
- Justice League: Injustice for All
- Justice League: Chronicles
- Justice League Heroes
- ジャスティス・リーグ Task Force (1995年)
- モータルコンバット vs. DCユニバース (2008年)
- DCユニバース・オンライン (2011年)
- インジャスティス:神々の激突 (2013年)
- インジャスティス2 (2017年)